# Keep them rolling
Keep Them Rolling is een Nederlandse vereniging die zich ten doel stelt militaire vaar-, voer- en vliegtuigen uit de Tweede Wereldoorlog te restaureren en te onderhouden. Zij is op 21 augustus 1972 opgericht en telt inmiddels zo’n 1500 leden en donateurs.